# Suragina longipes
Suragina longipes är en tvåvingeart som först beskrevs av Luigi Bellardi 1861.  Suragina longipes ingår i släktet Suragina och familjen bäckflugor. Inga underarter finns listade i Catalogue of Life.